# Ceratozamia euryphyllidia
Ceratozamia euryphyllidia är en kärlväxtart som beskrevs av Vasq. Torres, Sabato och Dennis William Stevenson. Ceratozamia euryphyllidia ingår i släktet Ceratozamia och familjen Zamiaceae. IUCN kategoriserar arten globalt som akut hotad. Inga underarter finns listade i Catalogue of Life.